# LOVE PHANTOM
〈LOVE PHANTOM〉是日本音樂組合B'z的歌曲。於1995年10月11日作為第18張單曲由Rooms RECORDS發行。

## 概要
本作是8th專輯『LOOSE』的先行單曲。
當初預定9月末發行，但成為了在B'z單曲中的首張延期發售作品。
現今正在使用的B'z標誌即是自本單曲起變更而來的設計。本作與8th專輯『LOOSE』、19th單曲『ミエナイチカラ 〜INVISIBLE ONE〜/MOVE』皆在標誌下表記了成員名英語表記「TAK MATSUMOTO」・「KOHSHI INABA」。之後，自20th單曲『Real Thing Shakes』起去除成員名表記成為了現今仍在使用的標誌。不過，雖然2000年發售的必備專輯（Must Album）『B'z The "Mixture"』使用了此標誌，但自1999年發售的26th單曲『ギリギリchop』起至2003年發售的35th單曲『野性のENERGY』為止，皆使用了各種不同的原創標誌。並自2004年發售的36th單曲『BANZAI』起再次開始使用，雖然亦有一部分例外但在數個B'z標誌中本單曲的標誌是最長青的。
唱片封面寫真，是在被特寫拍攝的眼眸中倒映出了成員身影這樣的設計。這是來自反映出從『夜訪吸血鬼』及『吸血鬼：真愛不死』等電影中獲得靈感的成員表示「希望能在視覺的世界觀中亦包含標誌想像」這樣的意向。此外，本作唱片封面移除了自『BE THERE』起持續的商業搭配表記，並將其變更為了用貼紙貼在保護膜上的方式呈現。此外，自Rooms RECORDS（現在的VERMILLION RECORDS）起發售的迄今為止的單曲唱片封面皆去除了商業搭配表記。
唱片封面以及唱片標籤的「LOVE PHANTOM」的"T"表記皆成為了十字架符號（♰）。

## 紀錄
儘管本作是出自迫近發售1個月後發行之專輯的先行單曲，但初動銷量亦成為了當時的歷代第1位達到95.1萬張紀錄，並自發售起2週內達成了百萬銷量紀錄。獲得1995年年間單曲榜第10位，並達成了自1991年起連續5年進入TOP10（此創舉亦是歷代第1位）。
根據Oricon公信榜調查，累計銷售量達186.2萬張，在B'z單曲中是僅次於『愛のままにわがままに 僕は君だけを傷つけない』後的第2高銷售量紀錄，為B'z的代表作之一。
本作打破了CHAGE and ASKA的單曲總銷量最多張數，創下了總銷量1650萬張紀錄。

## 收錄曲
1. LOVE PHANTOM (4:38)
本曲是在單曲A面曲中首次標題未登場於主唱歌詞中的樂曲[注 5]。
由時長約1分20秒的弦樂器前奏揭開序幕。使用了弦樂器及歌劇人聲，但另一方面，電腦編曲（日语：打ち込み）色彩亦十分強烈。此外，一部分歌詞是由宇德敬子所歌唱。
根據松本表示，本曲是一首專為演唱會用而製作的歌曲，當初並未打算將其製作成單曲[7]，關於本曲在當時的官方粉絲俱樂部會報誌中將其評為了「（由於是演出用的，因此是）僅只2段旋律的簡單歌曲[原文 2]」。
被起用為美國電視劇『X檔案』的朝日電視台播放版（日语：X-ファイル#テレビ朝日系列）首季主題歌。
PV存在在演唱會會場上播放的「義大利版本」、收錄了演唱會影像的「演唱會版本」、結合了兩者的版本，這3種類。現今基本上使用的皆為結合了兩者的版本，在精選輯『B'z The Best XXV 1988-1998』初回限定盤，以及官方YouTube頻道上皆是使用了此版本。
於發售前在朝日電視台系『MUSIC STATION』上披露了本曲。此外，在該節目上第2次演奏時刪除了弦樂器前奏，並取而代之使用了「spirit loose」作為前奏。
在『MUSIC STATION』上成為了與「今夜月の見える丘に」、「ultra soul」、「愛のバクダン」並列為演奏次數最多的B'z樂曲。
在NHK的『喜愛歌曲～紅白跟大家一起問卷調查～（日语：スキウタ〜紅白みんなでアンケート〜）』中登上了第62位。
使用吉他是YAMAHA MG-M CUSTOM Black Burst（松本孝弘型號，在官方網站上將其介紹為MGM-II）。這是亦可稱之為是在常年使用的數類型的YAMAHA松本型號中的最終形態，成為了作為YAMAHA MG-M（日语：ヤマハ・MG-M）在單曲中主要客串演出的最後一首歌曲。
首次披露是在1995年的巡迴演唱會『"BUZZ!!" THE MOVIE（日语：B'z LIVE-GYM Pleasure '95 BUZZ!!）』上。於同巡演中稻葉打扮成吸血鬼，從數十公尺高的組裝高台上躍下。起初是於「VAMPIRE WOMAN」中分配了此演出，但因打算製作新曲而製作了本曲並將演出安排於此[8][9]。
據說歌詞世界觀亦是以科學怪人及德古拉等非日常的主人公之戀為形象進行作詞[8][9]。
在演唱會上演奏時開頭經常使用雷射光線，但會刪掉上述的弦樂器前奏。不過，近年亦有時會由松本用吉他演奏弦樂器前奏。
在2018年舉行的『B'z LIVE-GYM Pleasure 2018 -HINOTORI-』上，被以在間奏中插入新曲「HINOTORI」的形式披露。「HINOTORI」是松本作為本曲續篇所構想的歌曲[10][11]。此外，亦進行了初演時的躍下演出[注 6]。
2. FUSHIDARA 100% (3:52)
歌詞是以女性視角撰寫而成[12]。
在樂曲最後能聽見的「Ah」這樣的女性聲音是來自飯島直子。
於20th單曲『Real Thing Shakes』錄音時製作了英語歌詞版本，但仍未曾將其發表。
在必備專輯（Must Album）『B'z The "Mixture"』中原封不動地收錄了原曲，並成為了首次收錄於專輯中。
在『MUSIC STATION』上被與標題曲一起披露[13]，亦有在專輯巡演『B'z LIVE-GYM '96 "Spirit LOOSE"』上演奏。此外，在演唱會上是演奏了融合日語與英語的全新版本[14]。

## 製作人員
- 松本孝弘：吉他、全曲作曲・編曲
- 稻葉浩志：主唱、全曲作詞、編曲 (#2)
- 池田大介（日语：池田大介 (編曲家)）：Manipulator（日语：マニピュレーター）、全曲編曲
- Denny Fongheiser：爵士鼓 (#2)
- 明石昌夫：貝斯 (#2)
- 增田隆宣：風琴・Moog（日语：モーグ・シンセサイザー） (#2)
- 篠崎（日语：篠崎正嗣）Strings：弦樂器 (#1)
- 森朱美：歌劇 (#1)
- 宇德敬子：Female Voice (#1)
- 飯島直子：Female Voice (#2)

## 商業搭配
- 朝日電視台系連續劇『X檔案』（第1季）主題歌 (#1)
- TBS系『COUNT DOWN TV』片頭曲 (#1)

## 收錄專輯
LOVE PHANTOM
- LOOSE
- B'z TV STYLE II Songless Version（日语：B'z TV STYLE II Songless Version） (TV STYLE)
- B'z The Best "Pleasure"
- B'z The Best "ULTRA Pleasure"
- B'z The Best XXV 1988-1998

FUSHIDARA 100%
- B'z The "Mixture"

## 演唱會影像作品
LOVE PHANTOM
- "BUZZ!!" THE MOVIE（日语："BUZZ!!" THE MOVIE）
- once upon a time in 横浜 〜B'z LIVE GYM'99 "Brotherhood"〜
- Typhoon No.15 〜B'z LIVE-GYM The Final Pleasure "IT'S SHOWTIME!!" in 渚園〜
- B'z LIVE-GYM 2006 "MONSTER'S GARAGE"（日语：B'z LIVE-GYM 2006 "MONSTER'S GARAGE"）
- B'z LIVE in なんば
- B'z The Best "ULTRA Pleasure" (特典DVD)
- B'z LIVE-GYM Pleasure 2008 -GLORY DAYS-
- B'z LIVE-GYM 2010 "Ain't No Magic" at TOKYO DOME（日语：B'z LIVE-GYM 2010 "Ain't No Magic" at TOKYO DOME）
- B'z LIVE in なんば 2006 & B'z SHOWCASE 2007 -19- at Zepp Tokyo（日语：B'z LIVE in なんば 2006 & B'z SHOWCASE 2007 -19- at Zepp Tokyo）
- B'z LIVE-GYM Pleasure 2013 ENDLESS SUMMER -XXV BEST-
- B'z COMPLETE SINGLE BOX（特典DVD）
- B'z LIVE-GYM Pleasure 2018 -HINOTORI-

## 翻唱
- 上木彩矢 - 在演唱會上與「juice」一同翻唱。
- チン☆パラ（日语：チン☆パラ） - 以無伴奏合唱翻唱（收錄於2002年發售的單曲『LA-PUNCH 改（日语：LA-PUNCH 改）』）。
- ハラミちゃん（日语：ハラミちゃん） - 收錄於2020年7月1日發售之專輯『ハラミ定食〜Streetpiano Collection〜』[15]。

## 腳註

### 出典
1. ↑  . The Record (日本唱片協會). 1996-01-01, (434): 6  [2020-07-15]. （原始内容存档于2020-07-15）.
2. ↑  . The Record (日本唱片協會). 2011-03, 616: 14  [2020-07-15]. （原始内容存档于2020-09-23）.
3. ↑  . The Record (日本唱片協會). 2014-05, 654: 14  [2020-07-15]. （原始内容存档于2021-01-15）.
4. ↑  . 日本唱片協會. 1996  [2020-04-14]. （原始内容存档于2018-07-01）.
5. ↑  . MRM. 2013: 136.
6. ↑  . ORICON NEWS (Oricon). 2006-05-25  [2020-06-26]. （原始内容存档于2018-07-01）.
7. ↑   79. B'z Party. 2008-10.
8. 1 2  佐伯明. . Sony Magazines. 2003: 151–152.
9. 1 2  . ROOMS RECORDS. 1998-09-20: 76.
10. ↑  . rockin'on.com (rockin'on). 2019-01-30  [2019-11-24]. （原始内容存档于2020-11-05）.
11. ↑   118. B'z Party. 2018-06.
12. ↑  . ROOMS RECORDS. 1998-09-20: 77.
13. ↑  . テレビ朝日. 1995-10-06  [2020-02-19]. （原始内容存档于2020-10-31）.
14. ↑   30. B'z Party. 1996-06.
15. ↑  . BARKS（日语：BARKS） (JAPAN MUSIC NETWORK株式會社). 2020-06-12  [2020-06-20]. （原始内容存档于2020-11-28）.